# 蒂尔尼茨
蒂尔尼茨是奥地利下奥地利州利林费尔德县的一个市镇。总面积145.53平方公里，总人口2015人，人口密度13.8人/平方公里（2005年）。